# 台湾のフェミニズム
台湾のフェミニズム（たいわんのフェミニズム）では、20世紀以降の台湾におけるフェミニズムについて概説する。
台湾のフェミニズムは、平等と個人の権利が軽んじられた権威主義の時代と、フェミニズムと強い女性像が花開いた時代を経由し、複雑な歴史を辿ってきた。特に、1980年代以降の政治の自由化を受け、1990年代にフェミニズム運動が活発化し、女性の政治参加やジェンダー平等のための法案が実現することとなった。2000年代初頭には、台湾のジェンダー・エンパワーメント指数がアジア首位を記録することへとつながった。

## 概観

### 時代区分
1970年代以後の台湾のフェミニズムは、四つの時期に区分されることが多い。范雲は、フェミニズムの「萌芽」の第一段階（1971年：呂秀蓮による新女性主義の提唱）、「拡大」の第二段階（1982年：婦女新知雑誌社の創立）、「多元的な発展」の第三段階（1987年：戒厳令解除）、そして「方針の分化と差異の明確化」の第四段階（1990年代以降）に分ける。また、顧燕翎は、「拓荒期」（1970年代：「拓荒者出版社」が中心）、「耕耘期」（1980年代：「婦女新知雑誌社」が中心）、「百花斉放」（1987-1994年：戒厳令解除にともない多数のフェミニスト団体が成立）、「深化期」（1995年以降：フェミニズム内部の分化）に分ける。

### 台湾のフェミニズムの特徴
国民党政府は、当初は中国共産党の文化大革命に対抗し、中華民国こそが儒教倫理に依拠した中華文化を引き継ぐ主体であると喧伝するために（中華文化復興運動）、儒教規範の強化を目指した。そのため、国民党政府は父権文化の象徴とされ、女性運動は反国民党政府の運動と結びつくことが多かった。たとえば、1986年に結成された民主進歩党は、社会運動のエリート活動家を吸収し、フェミニストの多くと協力関係を築いた。1994年の台北市長選挙で民進党の陳水扁が当選すると、1996年に婦女権益促進委員会を設立し、女性政策を推進した。1990年代後半になると、国民党もジェンダー平等を無視できなくなり、陳水扁を破って台北市長となった馬英九も、フェミニストを市に招聘した上で、「ゲイフレンドリー」を掲げる施策を取った。
また、台湾のフェミニズム運動の参加者は、高学歴で、専門性や所属階層が高く、都市部に集中する傾向にあり、これが法律の制定・修正によってフェミニズムの目標を達成しようとする方向性をもたらした。たとえば、主要なフェミニズム運動団体は、ほぼ全員が大卒以上で、修士・博士学位の保持者も多く、大学教員・弁護士など専門知識を持つ者も多い。
こうした背景をもとに、台湾のフェミニズム運動は台北市を中心に展開され、政策制定や立法院へのロビー活動を戦略として採用した。中央地方の政府も「ジェンダー主流化」を掲げ、エリート・フェミニストを起用して戦略チームを組織し、法律や条例の制定を目指した。女性運動の活動家やフェミニズム研究者が中央・地方の政府へと大量に流入し、「国家フェミニスト」「フェモクラット」という言葉も一般化している。ただ、全島規模で草の根から大衆が動員されるような運動は少なく、こうした状況を顧燕翎は「上から下への女性運動モデル」と名付けている。

## 日本の被植民地時代（1910年代から1945年）
日本による植民地支配が始まったことによって、台湾に工業化・近代化がもたらされ、女性が家庭から職場へと進出したが、同時に、植民者・資本家・父権の三重支配の中に女性は位置づけられるようになった。たとえば、植民地政府は纏足解放運動を推し進めたが、これは女性の解放のためというより、女性を経済活動に参加させ、その力を利用としたものであった。1920年代まで、植民地政府は政治的な異論に比較的寛容で、台湾で初めてとされる自主的な女性運動が起こった。しかし、1930年代に日中戦争が始まると、植民地政府によって民族運動が制圧されるのに従い、女性運動も解散させられた。
1920-30年代に活躍した女性運動家として、台湾農民組合の葉陶・簡娥・張玉蘭や、台湾文化運動に従事した黄細娥、台湾共産党の謝雪紅らがいる。

### 自主的な女性運動

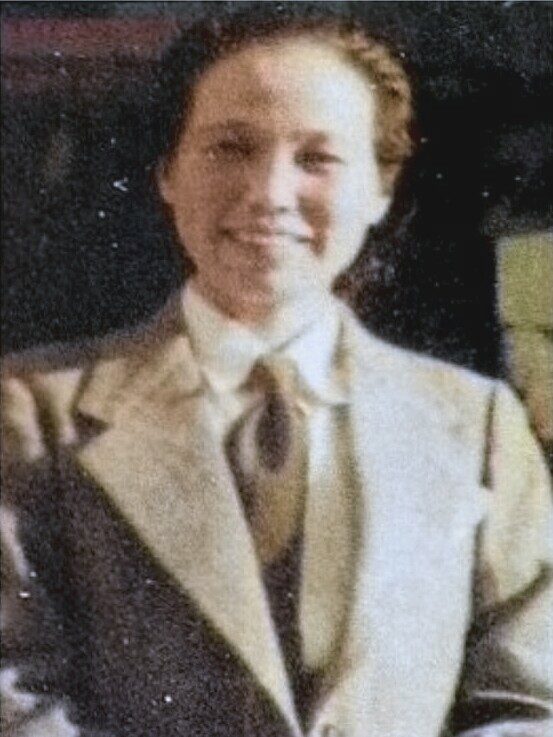
台湾共産党の謝雪紅。

1915-23年に中国で新文化運動が起こり、儒教的な概念に代わる近代文化への意識が高まると、台湾の知識人も近代的な思想に影響を受け、1920年代に台湾独自の新文化運動を起こした。この運動の中では、恋愛の自由や婚姻の自主性を提唱し、畜妾制（複数の妾を持つこと）・売買婚・女性を商品とみなす男女不平等の婚姻制度を批判した。ほか、女子教育の奨励・女子の地位向上、女性の経済の独立なども唱えた。こうした思想の論説は『台湾青年』や『台湾民報』といった雑誌に掲載された。
1921年、地方議会の設立を求めるための請願運動である台湾文化協会が設立されると、多くの知識人が台湾各地を訪れ、女性権利や女性と労働に関する問題などについて講演を行った。彼らは、女性の人身売買に反対し、ジェンダー平等と普通選挙の実施を提唱していた。ドリス・チャンによれば、これらの運動の目標は、植民地支配・家父長制の抑圧・資本搾取からの台湾女性の解放であった。
1925年には女性自らが主体となった運動団体として、彰化婦女共励会、翌年に諸羅婦女協進会が成立し、講演会・読書会・運動会などを通じて、女性の知識・思考・身体・社会参与を追求し、台湾女性が組織化によって公共空間に進出する第一歩となった。また、1920年代半ばから日本の資本家と台湾の労働者の間の労働争議が増加し、女性のストライキ参加者の多くは、望ましくない労働条件や男女間の不平等な賃金などに抗議した。台湾農民組合や台湾共産党は、女性権利を推進し、同時に女性農民に向けて男性労働者と団結して日本の資本家に対抗するように呼びかけ、1927年の日華紡績工場の女性労働者のストライキや、1930年の馬偕病院看護婦のストライキなどが起こった。ただ、こうした運動はいずれも単発的なものに終わった。
こうして、1920年代に、儒教的概念の見直しも含め、台湾の社会・政治基盤におけるジェンダー平等と女性の地位向上が推進された。ただ、台湾農民組合や台湾共産党が革新的な目標を立てたのに比べ、一部の女性組織の目標は穏健で改良主義的であった。そして1930年代になると、日本植民地政府は左翼的な女性運動やそれを支持する台湾文化協会や台湾共産党といった社会的・政治運動を弾圧するようになり、結局、植民地台湾における自主的な女性組織は短命に終わった。

### 植民地政府系の女性組織
自主的な女性運動が弾圧される一方で、日本植民地政府系の女性団体は、日本の軍拡期に台頭した。1901年に作られた愛国婦人会といった政府系の婦人会は、負傷軍人の慰問を担当した。 軍隊とその家族を支援するほかに、婦人会のメンバーは、台湾人女性による日本国家に対する帰属意識を強化し、植民地政府に奉仕する機関としても機能し、産業や工場で労働力を提供することで「愛国的義務」を果たすとされた。特に台湾人女性が中心的役割を果たしたのが製帽業で、家庭内作業であるため台湾人女性に適していると植民地政府によって判断され、多くの女性が動員された。
1941年には皇民奉公会が結成されると、その外郭団体として、政府系婦人団体が統合され大日本婦人会台湾支部が結成され、未婚女性による桔梗倶楽部も発足した。1944年には、女子報国救護隊が設立された。これらの団体を通して女性動員がなされ、女性たちは軍隊の激励（演劇・ダンス・手紙など）・清掃・洗濯のほか、救急看護・消火などの訓練、またサツマイモ栽培や稲刈り、軍用品の清算などに従事させられた。また、この頃日本軍はアジアの女性を慰安婦として使役しており、台湾でも千人以上の女性が慰安婦として徴収されたと言われる。

## 1945年から1960年代（中華民国統治初期）
1945年、第二次世界大戦で日本が敗れ、中国国民党が台湾を支配してから、台湾では女性の労働参加率と識字率が中国本土よりも高くなった。しかし、1947年の二・二八事件でデモ隊が残忍な弾圧を受けた後、政府はますます圧制的になった。1948-49年に台湾に逃れた政府は台湾省を敷き、言論・集会の自由といった憲法で保障された市民の権利は厳しく制限され、反体制派は厳しく処罰された。その後数十年続いた「白色テロ」として知られる厳しい独裁的支配は、自主的な女性運動の発展を妨げた。政府系の女性団体は存在し、女性教育の確保に努めたが、儒教的な性別役割分担を強化するようはたらきかけていた。また、戒厳令の下で認可された女性団体は、キリスト教女青年会・国際崇拝她社・女青商会・国際キャリアウーマン協会といった、社会奉仕や親睦を目的とする国際女性団体の支部のみであった。
1950年、宋美齢を主任として中華婦女反共抗ソ連合会が成立、1953年に国民党内部に「中央婦女工作指導会議」が成立し、台湾女性政策の最高決定機関となった。宋美齢が国民党の権力中枢に存在したことで、国民党の女性組織は女性登用を積極的に進め、多くの女性エリートが政治に参加した。しかし、宋美齢は女性運動よりも国策に沿った女性の活動を重視する姿勢を打ち出しており、これらの組織は「大陸奪還」をスローガンに掲げて女性を組織し、軍隊の慰問・援助や軍服工場の設立に携わったものである。これは女性運動というより国民党による「女性動員」に近く、フェミニズム運動のイメージからはほど遠いものであった。この背景には、戦後に男女平等が謳われた憲法が議会を通過したことで、女性運動は過去のものになったと考えられがちなこともあった。

## 1970年代
1960-70年代に台湾経済が成長し工業化が進むにつれて、労働人口に占める女性の数は増え続け、1973年には41.5％に達した（1966年には32.6％）。特に未婚女性は政府から労働を奨励されたものの、結婚して子供を産むと、多くの女性は子供や義理の両親の世話をするために職を辞めた。その原因は、伝統的な社会による期待・社会的支援のシステムの欠如・男性優位の職場で女性がキャリアを追求する機会の欠如によるものだった。1930年代に中国大陸を支配していた国民党の下で定められた法律で同一労働同一賃金や産休が形式的には保障されていたが、実際には必ずしも守られていなかった。
こうした状況下で、1970年代、台湾はいまだ戒厳令下ではあったものの、独裁的な統制が弱まり、反体制運動を含めたさまざまな社会運動が生まれた。その背景には、欧米に留学した女性が第二波フェミニズムの影響を受け、台湾の新聞などで意見を表明し始めたことにあった。特に、呂秀蓮は現代台湾におけるフェミニズム思想の創始者とされ、1972年に最初の公的な女性権利運動を設立した。

### 呂秀蓮の登場

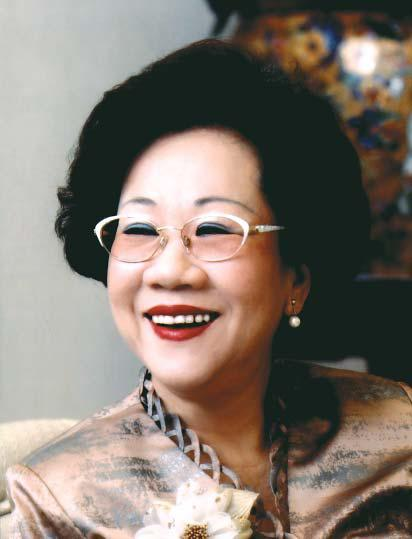
1970年代の台湾のフェミニズムを牽引した呂秀蓮。

呂秀蓮は、国立台湾大学法学部を首席で卒業後、奨学金を得てイリノイ大学アーバナ・シャンペーン校に留学し、そこでアメリカのフェミニズムに出会うと、1971年に学位を取得したのち政府高官の職に就くために台湾に戻った。呂秀蓮は、当時の他の多くの活動家と同じく、中産階級出身で、留学経験があり、高学歴であった。
呂秀蓮は「まず人であれ、男や女になるのはそれからだ」「左手にフライ返しを、右手にペンを持て」をスローガンに掲げ、女性の公領域における平等と参与を求めた。たとえば、夫が浮気された妻を殺害するという事件に対し、社会は夫に同情していたが、呂秀蓮は公平な審判を要求した。また、女性の大学受験者数が増加したことで、男子定員を設けるべきという主張に対して、公平な競争を主張した。ほか、男性至上主義・親の男児優先・二重道徳基準、そして家族法と国籍法に根付いた男女の不平等を公然と批判した。
1974年、呂秀蓮はフェミニズムに関する理論書『新女性主義（ニューフェミニズム）』を出版した。呂秀蓮は「社会的役割と結びついたジェンダーの差異は縮小されるべきで、個人は未婚であり続ける選択肢を持つべきである」と主張したが、結婚制度や家庭における女性の役割を批判するまでには至らず、むしろ家庭を守ることは女性の「神聖な役割」であると強調した。ステレオタイプな女性の美徳である温かさや優しさを賛美し、婚姻や家庭の正当性を疑うこともなく、また同性愛を支持することもなかった。このように、呂秀蓮は急進的なフェミニズムには反対し、性役割の解体は主張しないなど、体制内での温和な改革を求める「穏健」なフェミニズムを唱えたため、当時の社会で広く反響を呼んだという面がある。
呂秀蓮はこうした主張の持ち主ではあったが、その活動の中では保守派の反発や政府の弾圧に直面した。1976年、呂秀蓮は台北に拓荒者出版社を設立し、1年で著名なフェミニスト思想家の著作15冊を出版したが、1977年に反発のために閉鎖せざるを得なくなった。1979年の美麗島事件で20分間の演説を行った後、呂秀蓮は逮捕され、軍法会議にかけられ、懲役12年の判決を受けた。呂秀蓮は5年半服役し、1985年に釈放された。その後、2000-2008年に中華民国副総統を務めた。
抑圧的な政治・社会情勢の下で、呂秀蓮の穏健的なフェミニズムは中産階級の女性の間で広まり、1980年代にフェミニズム運動を継続させることに繋がった。

## 1980年代
1980年代、反体制派の活動の継続と、世界的な民主化への潮流のもとで、国民党が社会運動に比較的寛容になり、女性運動を含めたさまざまな社会運動が盛んになった。また、勤務時間が比較的自由なキャリアウーマンの増加や、「国連婦人の十年」など国際的なフェミニズム運動の高まりもあり、女性運動に参加する人も増加した。1987年、戒厳令が廃止され、台湾社会が民主化されると、フェミニズム思想が花開き、フェミニスト団体による法的目的の多くが達成された。たとえば、子供は女性の姓を引き継ぐことができるようになり、女性は夫なしで暮らすことが認められ、離婚訴訟における女性の平等な権利が認められた。この時期の運動は、台北を中心とし、政策決定に関わることを目的とすることから、「中産階級の女性運動」と言われることが多い。また、戒厳令解除の前後にあった知識人の若者にとって、「デモに参加しない選択肢はない」という風潮の中で、フェミニストは英語圏の理論を流用しながら社会運動を理論面からサポートした。
1970年代の台湾のフェミニズム運動の中心が呂秀蓮で、その協力者の一人である李元貞が1980年代の中心人物となった。李元貞は、国立台湾大学中国文学科の卒業後に淡江大学で教職に就き、同級生と結婚するも、子供が生まれると伝統的な女性の役割を押しつけられたため離婚し、渡米してオレゴン大学に入学し、フェミニズム思想に親しんだという人物である。

### 婦女新知の設立

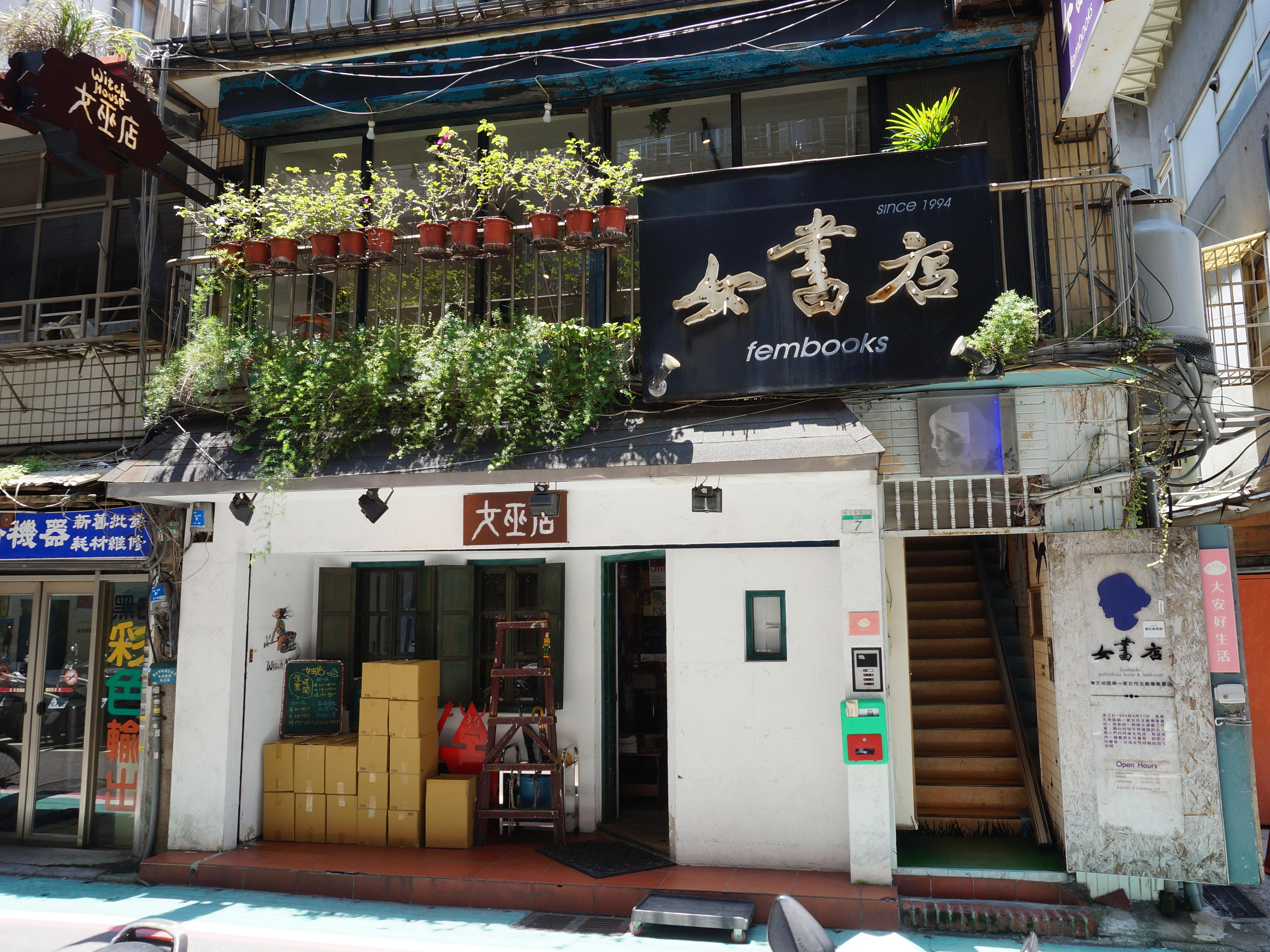
1994年に李元貞らによって出資されて設立された女書店。

呂秀蓮の投獄後、1982年、李元貞・鄭至慧・薄慶容・李豐・呉嘉麗・黃瓊華・顧燕翎らが共同で「婦女新知雑誌社」を創立し、月刊誌でフェミニズムの理念を伝え、女性を呼び覚まし、女性を支援し、平等な男女社会を作り上げようとした。フェミニズムを徹底し階層化を避けるために、組織運営は、フラットな組織構造と意思決定を共同で行うモデルを採用した。
この組織は、1987年に戒厳令が解除されるまでの間、既存のヒエラルキーに異議を唱え、ジェンダー平等のために立ち上がった数少ない非政府系団体として活動し続けた。月刊誌『婦女新知』は1980年代のフェミニズム言説を席巻し、婦女新知出版社は、呂秀蓮の拓荒者出版社の1970年代における役割と同じく、1980年代のフェミニズムの重要な集積地として機能し、1990年代初頭まで重要であり続けた。
この団体の活動による初期の成果として、1983年の堕胎の合法化が挙げられる。婦女新知は立法府に請願を出し、法案の可決に貢献した。ただ、この際には、女性の自己決定権という論点は故意に回避され、「かよわい女子」を「保護」し、社会を守る責任を喚起するという方向性で議論を行ったため、家父長制への問題提起にはつながらなかった。また、1986年には、戒厳令下で、雛妓保護のために人身売買に反対する大々的なデモを行った。これは、台湾で初めて異なる多くの団体によって組織され、かつ女性問題の中でも特定のテーマに焦点を絞った最大規模の街頭デモであった。
1987年に台湾の戒厳令が解除されると、「婦女新知基金会」に改編し、雑誌の出版の他に、女性の労働権・教育権、身体の自由と自主性などをテーマとする討論会を開くなどの活動を行った。婦女新知に属するフェミニストたちは、ジェンダー平等主義的な社会を目指し、職業はジェンダーではなく能力や興味によって決定されるべきで、男女ともに特定のジェンダー役割に縛られることなく、自由に自己表現できるべきであるとされた。
これを達成するため、婦女新知は男女間のコミュニケーションと相互理解を重視し、ワークショップやパネルディスカッションを企画し、そのイベントがメディアで取り上げられるようにすることで、こうした議論を公共の場から家庭に持ち込むことを目指した。当時、女性が男性中心で支配されてきた場（公共空間に組み込まれた政治・経済的な事柄など）に参加すると困難に直面するが、男性は家事といった女性主導で行われてきた仕事を引き受けることには非常に消極的であるという問題があった。これについて李元貞は、男女間のコミュニケーションに加え、女性同士も話し合い、支え合うよう奨励したが、これは子育ての責任を分担し、労働や奉仕活動、社会生活に参加する時間を確保する上でも重要であった。さらに、育児は女性だけの責任ではなく、両親で育児の時間を分担し、託児所によって女性の仕事復帰が可能になると主張した。
また、1987年には、国立国父紀念館の女性給仕57人が、30歳になるか妊娠したら退職しなければならないという条件（独身条項）を撤廃するよう求める事件があった。施設側の回答は芳しくなく、女性従業員は不満を抱き、街頭に出て苦情を申し立てたが、当時の憲法第7条の「中華民国の人民は、ジェンダーを問わず、法の下に平等である」という規定を除いて、記念館を提訴できる法規定は見つからなかった。この時、婦女新知が中心となって「男女労働平等法」の起草に着手し、後の法案制定に繋がった。

### 大学との関わり
1980年代、女子留学生の帰国によってフェミニズム運動が学術界に持ち込まれ、教員・学生はフェミニズム運動の担い手として大きな役割を果たすこととなった。婦女新知も、早期からメンバーの大多数が大学教員である。学生の動きも活発化し、1988年に台湾大学でフェミニズム研究社（女性主義研究社）が結成された。また、1990年に婦女新知が女子学生の集いを開催してから、多くの大学で女性研究社が作られ、全国大専女生行動聯盟が作られた。こうした学生団体は、西洋のフェミニズム理論を吸収する読書会を開催したほか、大学外のフェミニズム運動や、フェミニズムに限らない学生運動にも積極的に参加した。
大学には台湾大学人口研究センター婦女研究室・清華大学人文社会学院両性与社会研究室・高雄医学院両性研究センター・台湾大学建築与城郷研究所性別与空間研究室・中央大学性／別研究室などの研究組織が設置され、1993年には学術と運動の結合を掲げる女性学学会が作られた。こうした教員組織は、フェミニズムを研究や討論によって学術領域に引き入れた上に、教育を通して大学生の思想や行動に大きな影響を与えた。

### 他団体の設立
また、この時期には台湾基督長老教会の婦女展業中心、晩晴婦女協会の前身の拉一把協會、婦女研究室、主婦聯盟、また彩虹婦女事工中心、台北市主婦連盟環境保護基金会、励馨社会福利事基金会などの団体も相次いで成立した。
ほか、この時期に起こった運動としては、高額な輸入化粧品の不買運動、アメリカ煙草の販売促進への抗議、雛妓（未成年娼婦）救援のデモ行進、労働権獲得の抗争、女性研究の推進などがある。

## 1990年代
1990年代後半になると、台湾のフェミニスト団体は多様化し、家事分担や姦通の非犯罪化など、より広い社会問題に議論が届くようになった。同時に、意図的にフェミニズム運動から距離を置く団体が現れたり、個別のトピックについては意見の対立が明らかになるなど、フェミニズム内部の違いも現れ始めた。以下、論点ごとに1990年代から現代に至る流れを整理する。

### 法改正
女性運動の主戦場の一つに、ジェンダー不平等な法律の改正要求があった。台湾の法体系は1912年に中華民国を背景に制定され、特に親族関係の規定では女性差別的な条文が多かった。たとえば、子は夫の姓を名乗らなければならず、妻は夫の居住地を住所とし、結婚後の妻の財産は夫の所有となり、未成年の子の親権は父の意向が優先され、離婚後の子の監督権は父に認められた。これらは、1996年以降に相次いで改正された。こうした法制定の背景は、1996年に台北市で成立した婦女権益促進委員会や、1997年に政府に作られた行政院婦女権益促進委員会の働きが大きく、これらの委員会には民間の女性団体・専門家・学者・官僚らが参加していた。
これに伴ない、婦女新知基金会の理事長であった顧燕翎が、馬英九の要請を受けて公務員訓練センターの主任に就任するなど、フェミニストの国家機構への参入も積極的になり始めた。顧燕翎は台湾フェモクラットの第一号であるとされる。

#### 性暴力防止法
1997年、性暴力防止法（中国語: 性侵害防治法）が公布され、被害者の経済的救済や追訴の手続きが整い、1999年にわいせつ罪から性暴力犯罪が独立し「性の自主権への妨害罪（中国語: 妨害性自主罪）」が成立した。1998年にはDV防止法も成立した。台湾のDV防止法は、対象が配偶者だけではなく同居関係のある者（子供・高齢者への暴力も含む）とされ、保護命令の執行が可能であり、ほかに警官が被害者を防衛する義務や、小中学校でのDV予防についての教育の義務などが定められている。

#### 労働法
1970年代以降、台湾経済は成長し、女性の労働率は上昇したが、経済的成果の分配は不均衡であった。1989年まで、女性の労働報酬率は男性の50-70％に過ぎなかった。女性が職場に入ると、採用・昇進・退職の過程で性差別に遭う上に、家庭での家事も当然のものとして押し付けられた。そして、国立国父紀念館の独身条項事件を受けて、婦女新知基金会は男女工作平等法を起草した。1993年から行政院がこれを参考にしながら草案を作成し、2002年に性別工作平等法が施行された。性別による差別的な待遇の防止や就業における平等の促進に関する措置のほか、セクシュアル・ハラスメントの防止や、事業所の託児所設置の義務化などがなされた。

#### 女性定数
1990年代的の憲法修正の議論の中で、彭婉如といったフェミニストは女性の定数枠を憲法に設けるよう主張した。彭婉如は民進党の内部で画策し、「婦女参政四分の一保障条約」（クォーター制）の制定を推し進めた。1999年、地方制度法の規定で、地方議会の女性議員は最低でも四分の一を満たさなければならないと定められた。2005年、第7次の中華民国憲法増修条文で、女性の保障枠が憲法に追加され、政党の非選挙議員名簿の2分の1以上は女性でなければならないとされた。

### 性産業をめぐる立場の違い
台湾では1956年に台湾省娼妓管理法が認可され、政府は売春宿経営者と娼婦に許可証を発行していた。1987年、売春婦を支援するために台北市で開かれた華西街パレードと、それに続く公娼廃止に関する論争は、女性運動における「性解放」と「性批判」の立場の矛盾を鮮明化した。
たとえば、台北の婦女救援基金会や麗心基金会などは、若い売春婦の救済を専門とし、売春の廃止を支持した。これらの団体は、売春業は女性の人格を尊重せず、女性を搾取するものであるから、廃止すべきと考えていた。一方で、何春蕤は性解放の視点に立ち、セックスワークも主体の選択による解放の一つになりうると考え、売春婦がより適切な労働条件で働けるようになることを要求した。また、女工団結生産線の王芳平は、中産階級によって組織された女性運動は、売春婦の暮らしを無視していると考え、「売春の違法化は売春の禁止を意味せず、性売買を完全に地下に潜らせるだけで、売春婦の労働者としての権利を保護する機会を放棄するものだ」と主張した。
1997年9月4日、台北市政府は公娼制の廃止と売春許可証の発行の停止を発表し、6日から売春の全面禁止が実施された。その直前の9月1日、台北市内の百人以上の売春婦は「2年間の緩衝期間」を設けることをアピールの材料として、台北市政府と市議会に売春全廃を中止するように陳情した。婦女新知をはじめとする多くのフェミニスト団体は売春婦の要求を支持した。売春婦の多くは1998年の台北市長選挙で馬英九を支援し、その当選によって2年間の売春廃止の猶予期間を勝ち取ったが、陳水扁によって2001年3月に廃娼が実施された。その後は、娼婦の当事者は他の女性団体と団結して日日春関懐互助協会を設立し、セックスワークの非犯罪化を目指して活動している。

### フェミニズム運動の分裂
性解放によって勃発した議論は、公娼廃止問題で全面的な論争となり、フェミニズム陣営の大きな分裂につながった。具体的には、公娼当事者を中心とした抵抗運動によって、「労働としてのセックスワーク」という論点を生み、婦女新知が内部分裂（「主流派」と「性解放派」）することになった。
婦女新知の分裂は、HIV・同性愛に関わる運動に積極的に取り組み、公娼の支援活動も行っていた王蘋・倪家珍の二人が解雇されたことによる。この出来事は、婚姻制度に包摂された中産階級の異性愛女性を優先するのか、あるいはセックスワーカーや同性愛者やHIV感染者などの「マイノリティ」の問題に取り組むのか、という運動の路線の差異として捉えられた。また、婦女新知のみならず、何春蕤が女性学学会を除籍されるといったことも起きた。また、この対立は、台湾におけるナショナリズムや政党政治とも関わっており、政党との協力・選挙の重視によって大衆的な中間路線に傾斜する国家フェミニズム路線（主流派）と、それを批判するラディカルなフェミニズムの対立としてもとらえられるとされる。
こうした方向性の対立を、何春蕤・寧応斌は「婦権派vs性権派」の争いと呼び、林芳玫は「性批判vs性解放」の争いと呼び、顧燕翎は「性別政治vs性慾政治」の争いと呼ぶ。

#### 主流派フェミニズム
「主流派」としては、台北市婦女救援会・女性学学会・彭婉如基金会・台北市婦女権益教会・厲馨基金会などがあり、その主張は、性産業は男性による女性への搾取であり、公娼制やセックスワークによって男の性的欲望を正当化し、女性の性が商品化され、家父長制を強化し、人身売買や麻薬取引などの不法行為をもたらすとするものである。そして、娼婦による労働運動は暫時的に必要なものとして認めながらも、セックスワークは普遍的な労働権として拡大解釈することはできず、長期的には性産業は縮小されるべきと主張した。
また、女性学学会で理事長を務め、主流派フェミニストの代表として知られる林芳玫は、性解放運動は少数の特殊な人々の利益によって人権の議題であると拡大解釈していると批判し、主流派女性運動はマイノリティ・イシューを切り捨てるべきと主張した。

#### 性解放派フェミニズム
「性解放派」としては、台北市公娼自救会（当事者団体）・国立中央大学性／別研究室・粉領連盟・女工団結生産線（女性を中心とする労働運動団体）などがある。これらの団体は、現在の性産業に人員売買や女性搾取といった問題があることを認めた上で、セックスワークは労働であり、仕事として保障されるべきで、セックスワークの非合法化はセックスワーカーをより劣悪な環境へと追いやる政策であると批判した。合わせて、女性には身体と欲望についての自主権があり、能動性があることを強調し、女性の手や頭を使う労働と同様、身体の商品化は労働の商品化と同じで、批判されるべきは仕事の性質ではなく、劣悪な労働条件と労働環境であると主張した。これらの主張の根拠として、売春婦の権利のための国際委員会による権利宣言が挙げられた。
さらに、性解放派は、主流派フェミニストの主張には、女性を「主婦」と「娼婦」に分断し、後者を劣位とする道徳主義的な言説が隠されていることも批判した。フェミニズムはそもそも異性愛規範と家父長制を攪乱する運動でなければならず、主流派フェミニストの運動は選挙活動における集票効果を狙うために、大衆に好まれにくいマイノリティを排除しているとして批判した。
個人として少なくない性的少数者が性解放派を支持したことが知られており、後に性解放派は、2000年代以降のレズビアン・ゲイ・トランスジェンダーなどの性的少数者を包摂した性解放運動として発展した。たとえば、主流派と対立し婦女新知を離れた王蘋は、1999年に台湾ジェンダー・セクシュアリティ人権協会を結成し、同性愛・トランスジェンダー・セックスワーク・HIVなど、主流派フェミニストによって切り捨てられた「マイノリティ」のイシューを扱った。この団体は2000年代の性解放運動のリーダー的存在となった。

### 性的少数者
台湾の同性愛者の組織的な運動は、フェミニズム団体のレズビアンたちの集まりから始動した。1990年、台湾初のレズビアン組織「我們之間」（私たちの間）が成立した。我們之間のメンバーの中心となったのは、1980年代末に婦女新知基金会で開催されていた「歪角度」という読書サークルで、ここでは女性同士の性愛をテーマに取り上げる集まりが開催されていた。これを皮切りに、1995年以降は各大学にレズビアン学生の組織が結成され、各学校の女性研究組織が主催する姉妹キャンプを通して多くのレズビアンが集まり、互いを知ることができるようになった。我們之間は、アジアレズビアン連盟に加入し、1995年には連盟の大会が台湾で開催された。1990年の間、我們之間への加入者数は4000人を数えた。1997年には、中部地区にレズビアン社会団体「中部同心円」が成立した。
1990年代中頃、台湾市長の陳水扁は、公娼制の廃止以外にも、ゲイ男性の発展場として知られる「新公園」の取り締まりを行うなど、台北市の「脱性化」を推進し、当時の中産階級的なフェミニスト団体や、「反わいせつ」キャンペーンを掲げてポルノグラフィの廃絶を訴えてきた団体もこの政策を支持した。この動きに対して、1995年に謝佩娟を中心にレズビアン・ゲイ公民空間行動戦線（中国語: 同志公民空間行動陣線）が結成され、ゲイ男性だけではなくレズビアンを含めた情欲主体として空間を奪還する運動として抗議活動を行った。行動戦線は、1996年に副市長の白秀雄と直接会合する機会を持ち、レズビアン・ゲイの市民としての公民権の保障、社会的差別の解消への努力、レズビアン・ゲイのコミュニティのための障壁の無い空間の設置を求めた。
メディアにおいては、1990年代初頭までは同性愛は異常犯罪・精神病理との関連において語られることが多いが、1990年代後半になると、同性愛を人権の観点から語る言説が増加する傾向がある。1990年後半になると、フェミニズム系の書籍を扱う専門店だけでなく、レズビアン・ゲイ運動の書籍を多く扱う書店も増えた。たとえば、1999年には頼正哲が性的少数者に関する書籍や雑誌を専門に扱う晶晶書庫を設立した。
こうした流れの中で、1994年、政府によって同性愛の脱病理化宣言がなされ、それにともなってゲイ男性が徴兵制から免除されないようになった。1995年、法務部は人権基本法の草案を起草し、同性愛者に家庭を築き、子供を養育する権利があることが明記された。2004年の性別平等教育法も同性愛・トランスジェンダーを含めた多様な性のあり方に配慮したものとなった。
また、1994年、雑誌『島嶼辺縁』の特集によって、クィア理論が台湾に紹介された。クィアの概念によって、従来の同性愛運動が、他の性的少数者への排除や差別を生み出し、同性愛差別の根拠となってきた二項対立図式を再生産しかねないとして批判され、セクシュアリティの階層化そのものを徹底的に取り除くこと、即ちセクシュアリティについての上下善悪や正常・変態の区別をつけないことが主張された。台湾のクィア理論の論者には、何春蕤・寧応斌・洪凌・紀大偉・但唐謨らがいる。

### 慰安婦問題
第二次世界大戦中、日本軍はアジアの女性を慰安婦として使役していたことで知られており、台湾でも千人以上の女性が慰安婦として徴収されたと言われる。婦女救援基金会の調査によれば、台湾人元慰安婦60名のうち、漢族系が48名で、そのうち養女・シンプア出身の女性が半数以上を占め、職歴は芸者・女給・酌婦などで、経済的事情から慰安婦になる者も多かった。
1991年以降、韓国・中国・フィリピン・インドネシアなど各地の慰安婦被害者が日本政府へ補償を要求し、1997年には台湾の元慰安婦の9名が日本政府に対して補償を求めて提訴した。1995年、日本政府は「女性のためのアジア基金」を設立し、被害者の一部に償い金と手紙を届けた。台湾で慰安婦問題を担ってきた婦女救援基金会（中国語: 台北市婦女救援福利事業基金会）は、あくまで日本国家による賠償を求める立場から、アジア基金には反対し、独自にチャリテイーオークションを開くなどして被害者を支援した。

## 2000年代

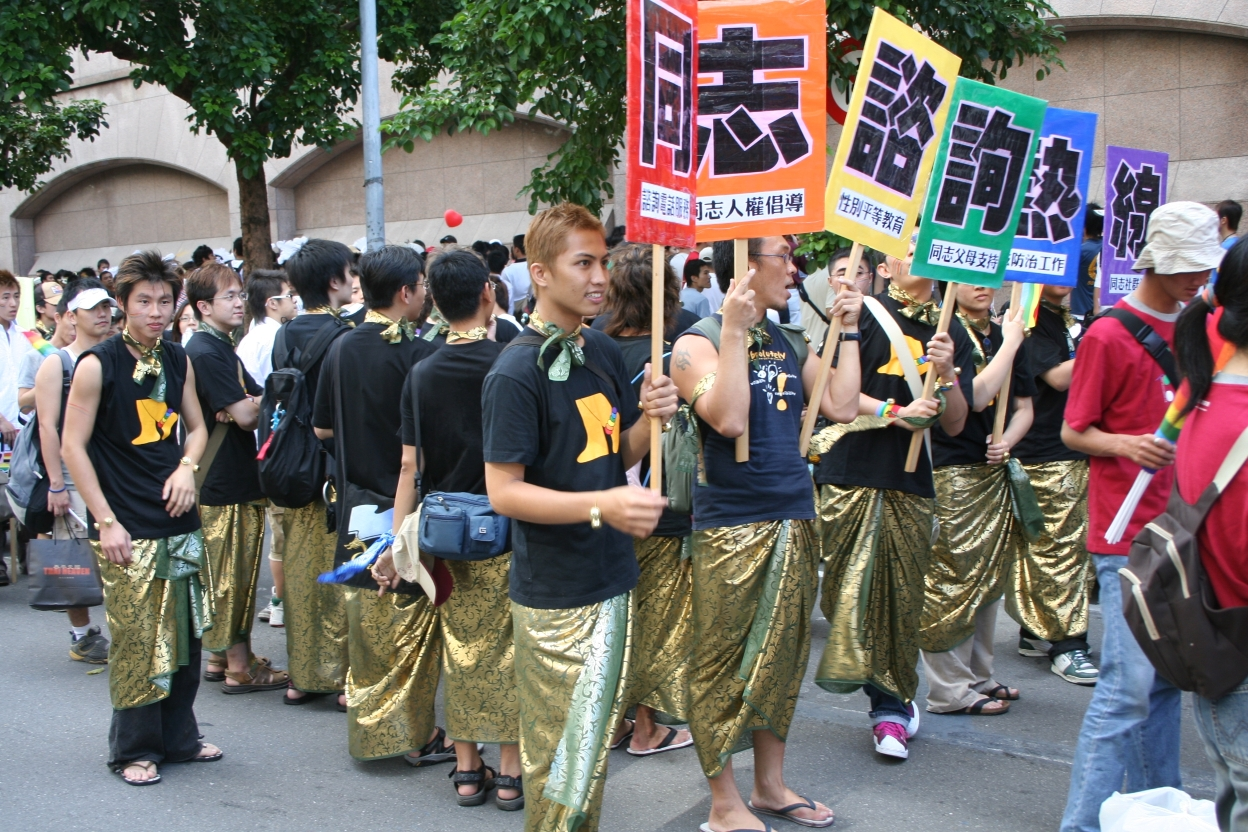
台北にて行われた台湾LGBTプライドパレードに参加する人々。2005年。

### ジェンダー平等教育法
婦女新知は、早くも1988年に教科書の調査を行い、男尊女卑的なジェンダー意識が教科書に反映されていることを指摘していた。そして1997年に両性平等教育委員会が教育部に成立し、法律の草案が書かれ始めたが、当初は主流派のフェミニストが多く参与し、「女子」児童の保護を掲げ、法律の名称も「両性平等」が掲げられるなど、性的少数者への関心を欠いていた。しかし、トランスジェンダーであったとされる中学生の死亡事件（葉永鋕事件）が発生したことや、教育専門誌において多様な性自認・性的指向をめぐる差別についての議論が多くなされたことなどを背景に、「ジェンダー（性別）平等教育法」として審議されることとなった。2004年の草案提出の際には、主流派フェミニズムの団体は、台湾同志ホットライン協会などの性的少数者の団体と協力関係を築いており、法律の制定に向けてともに運動を行った。同年、ジェンダー平等教育法が成立したが、この際には議会ではほぼ反対意見を受けず、2か月余りで議会を通過し、立法史上最速を更新したと言われている。
この際、主流派フェミニストの団体が、ジェンダー平等教育法の推進に協力した背景には、主流派の要求していた法改正（DV防止法・性犯罪防止法・労働の男女平等など）がある程度達成されていたことと、そもそもジェンダー平等教育を唱えることが、主流派の利益を妨げるものではなく、同じ目標に向けて連帯関係を築けたからという側面が大きい。この法律により、教育現場でのセクシュアル・ハラスメントの防止と救済申し立て手段が確立した上に、同性愛者やトランスジェンダーといった性的少数者の教職員・生徒の権利保障も実現した。
なお、2004年の法案成立時にはバックラッシュ運動はさほど盛んではなかったが、2017年ごろになると、バックラッシュの高まりを受け、多様なジェンダー平等教育への反対運動も展開されている。

### プライド・パレードの開催
2000年、性解放派を代表する4団体が記者会見を開き、「セクシュアリティの権利侵害・十大事件」を発表した。4団体は、台湾ジェンダー・セクシュアリティ人権協会、日日春関懐互助協会、性的少数者団体の連合で設立された台湾同志ホットライン協会、トランスジェンダー支援団体の台湾TG蝶園である。この記者会見では、メディアや警察がセクシュアリティの権利を侵害してきた主体であると告発した。
同年、台北市の公的資金で、性的少数者の団体を始めとする30の民間団体と協力し、台北レズビアン＆ゲイ・フェスティバル（中国語: 台北市同玩節）が開催された。そして2003年のレズビアン＆ゲイ・フェスティバルでは、50を超える団体がパレードに出て、その中には婦女新知基金会・日日春関懐互助協会などの団体も参加し「マイノリティの連帯」を呼びかけた。また、2007年の台北市のゲイ・レズビアンパレードでは、SM社会運動団体の皮縄愉虐邦のほか、日日春関懐互助協会・台湾TG蝶園など、多元的なクィア団体に呼び掛けて共同でパレードを行った。これらのパレードは、後にアジア最大規模のプライド・パレードである台湾LGBTプライドへと発展した。
なお、第一回のフェスティバルが開催された時、キリスト教系を始めとする8宗派がパレードに反対の署名を集め、これ以後国語教会を中心とするキリスト教各派が同志運動と対立する構図が続くこととなった。

## 2010年代
近年に至って、政府はジェンダー主流化政策を大々的に普及・実施しようとしており、2010年には行政院のもとに、正式な組織編成としてジェンダー平等処（性別平等処）が置かれた。こうした動きの背景には、台湾は国連を始めとする国際組織に参加できていない上に、常に中華人民共和国の圧力を受けているという状況にあり、民主主義・自由・人権を実践することが重要な意味を持つこともある。よって、国連未加盟国でありながらも、国連の人権条約を国内の法規に反映させ、国際社会から受容されるように条件を整える方向性が強いとされる。
合わせて性的少数者の権利保障も進展し、2010年代にはニューヨーク・タイムズで「台湾はアジアのLGBTにとって希望の灯火」と評されるほどになった。

### 同性婚の実現

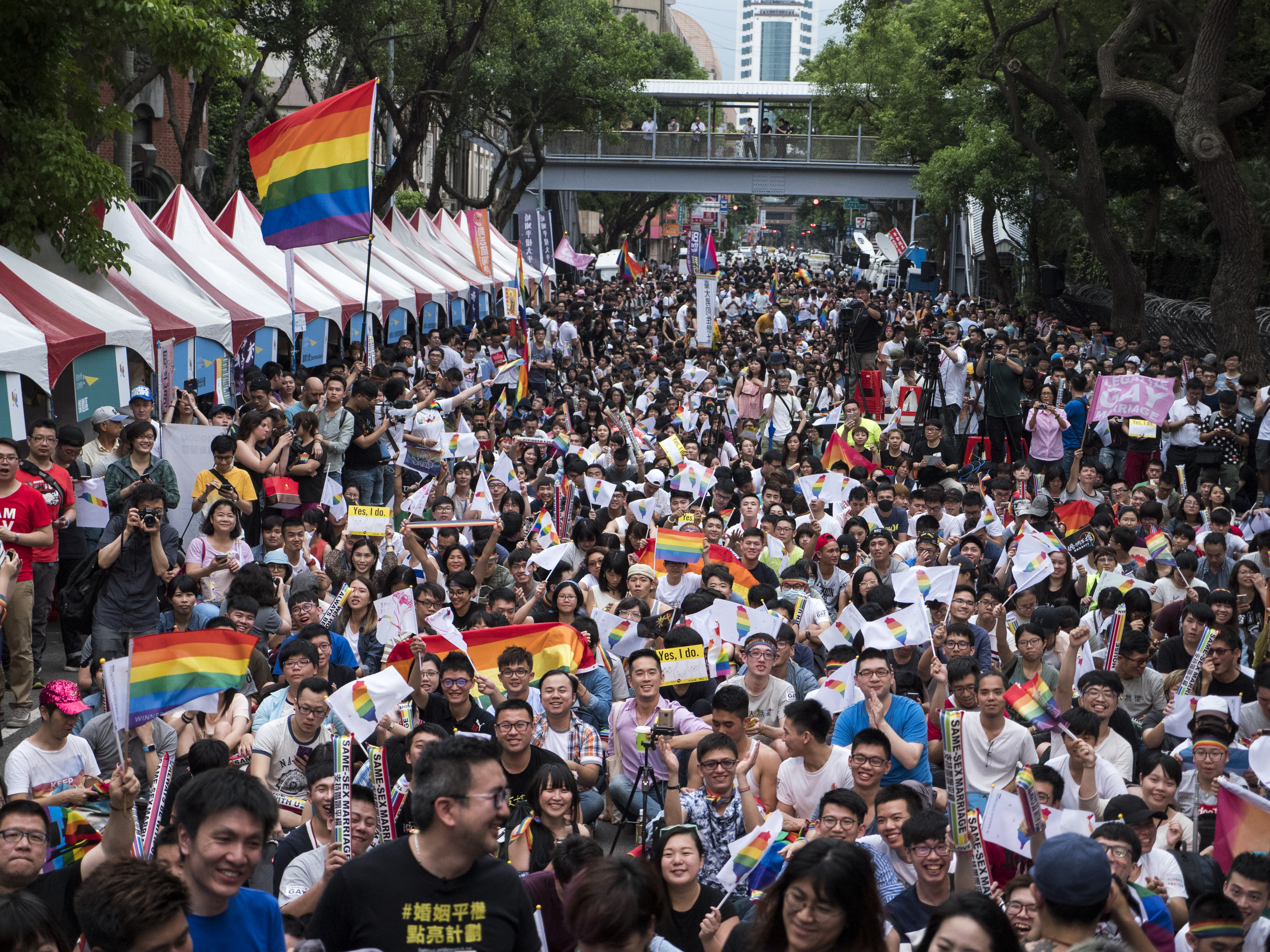
2017年、「婚姻平等」を掲げる台湾の人々。

1986年に祁家威が裁判所に同性婚の申請をしたことを皮切りに、同性婚を求める運動がフェミニスト団体・同性愛者団体などによって推進された。2006年、同性婚を認める法律の草案が立法院に提案され、婦女新知基金会でも多元的家族の法制化をテーマにシンポジウムが開かれた。ただ、同志運動の中では、同性婚を求める立場（婚姻平等論）のほかに、家父長制に立脚する婚姻制度そのものの解体を目指すべきとする立場（婚姻制度廃止論）や、パートナーシップ制度および多人数家族とともに婚姻をも同性家族の一類型として要求する立場（多元的家族論）などがあり、同性婚を求めるべきか意見が分かれていた。
2009年、婦女新知基金会を始めとする女性団体や同志団体などの支援の下、弁護士の許秀雯を加えて台湾伴侶権益推動連盟が発足した。伴侶盟は、家族権の保障というコンセプトのもと、同志に平等な権利を獲得することを目的と、婚姻制度に対する批判的立場を保持したまま、同性婚への当事者運動を本格的に始動させることとなった。2012年に、伴侶盟は民法改正草案を起草し、同性婚・パートナーシップ（婚姻に代わるパートナー制度）・多人家族（多人数による共同生活を送る関係を家族として扱う制度）の三つの法案を提案した。しかし、同性婚の法案以外は議員の賛同が得られず、同性婚の法案だけが立法院に送られることなった。これ以後、同志運動のスローガンは「婚姻平等」が掲げられるようになったが、この言葉は、同性婚を求めながらも、同性婚という特別な婚姻を求めるのではなく、性的志向による差別をなくし、婚姻の権利を平等に求めるという趣旨が込められたものであった。
伴侶盟の草案に対して、キリスト教関連団体が中心となって立ち上げた下一代幸福連盟は子どもの健全な成長には父母が必要であると主張し、大規模な反対デモを開催した。これ以後、幸福盟は新聞広告・テレビCMなどで「同性婚=伝統家族の崩壊」というフレーズを掲げて反対運動を展開した。こうしたバックラッシュに対し、ホットライン協会・同志家庭権益促進会・婦女新知基金会・台湾同志人権法案遊説連盟・GagaOOLalaの5つの団体が連合して「婚姻平権プラットフォーム」を設立し、共同戦線を張った。
2015年頃から地方の県市で自治体レベルでの同性パートナーを戸籍に登録するシステムが実現し、全国へ展開すると、2016年には同性婚の支持を明言した蔡英文が総統選挙で史上最多の得票を得て圧勝した。また、この時同時に行われた立法委員選挙では、ひまわり学生運動から生まれ、婚姻平等に最も積極的に取り組んでいた時代力量も初めて議席を獲得した。同年、立法委員の任期終了とともに廃案となり、2018年には国民投票で同性婚に反対の立場が過半数を占めるなど、紆余曲折を経たが、2019年に同性婚を認める法案が司法院を通過した。これにより、台湾はアジアで初めて同性婚の法制化を実現することとなった。

### トランスジェンダーの脱病理化
トランスジェンダーについては、アメリカ精神医学会が1980年に設定した「性同一性障害」の枠組みの影響が大きく、トランスジェンダーは「性心理異常」として兵役免除の対象となっていた。2008年、内政部によって、戸籍の性別変更の際に生殖器の切除手術を済ませた診断書の提出が義務付けられた。しかし、これに対して当事者団体などが抗議運動を展開し、2014年に行政院は戸籍の性別変更に強制手術を定める行政命令の撤回を宣言した。この方針転換は、ジェンダー自己決定運動の成功であり、トランスジェンダーの脱病理化に向けて進んだと評価されている。
2019年、台北市で第一回トランスジェンダーパレードが開催された。2021年、台湾伴侶権益推動連盟の許秀雯らの支援の下で訴訟が起こされ、台北高等行政法院によって性別の扱いの変更に際して性別適合手術を強要することは平等権の違反であること、戸籍上の性別変更の可否はその人自身に決定権があることが明言された。こうした流れの中で、台湾社会では男・女の二元主義に対する違和感が表明化するようになり、性の多元性への受容度が向上しているとされる。

### 障害のある性的少数者
障害のある性的少数者は、障害者コミュニティの中で差別に遇うと同時に、LGBTコミュニティの中でも差別に遇い、特に居場所がないという状況になりやすかった。性的少数者の運動の中でも、障害者に関する議論は遅れがちという状況があり、2007年に修正された障害者権利保護法（中国語: 身心障礙者権益保障法）でも異性婚と生殖の需要には支援が検討されているが、性的指向・性自認に関わる内容は言及されていない。
2008年、肢体障害者でゲイのヴィンセントが、「残酷児」を名乗って第六回台湾LGBTプライドパレードに参加し、これが障害のある性的少数者の運動の嚆矢であるとされる。2011年、「残酷児」は活動団体として政府に登録され、2010年代を通して、撮影会・交流会・討論会・演劇・学習会・デモなど多様な活動を行っている。これらの活動には、障害のある性的少数者の自助グループとしての側面、同性愛やトランスジェンダー・バイセクシャル・インターセックスなど多様な差異を持つ他者との交流を重視する側面、他の障碍者団体や同志団体に参加し連帯の意識を示す側面があった。また、残酷児の活動によって、プライドパレードや同志ホットライン協会といった同志運動においても、車椅子ユーザーへの配慮、手話通訳者の導入、障害者のための性の多様性に関する座談会などが見られるようになった。

### セックスワーク特区の設置
2009年、行政院は「セックスワーク特区」の設置を決定し、特区の中ではセックスワークを合法とすることを発表した。これはセックスワークの合法化を求める運動の成功とされるが、2016年の時点でこの特区を設置した自治体は存在せず、現在の台湾のセックスワーカーが非合法下にあり警察の捜査対象となる点は変化していない。
ただ、性産業に対する台湾社会全体の態度は徐々に開放的になりつつある面もあり、性産業の歴史や文化を紹介するガイドツアーも随時開催されている。しかし、2020年、新型コロナウイルス流行によって、多くの性産業従事者は大きな打撃を受けると同時に、流行を拡大させたとして非難されることもあった。現在、関連団体に性産業労働者権益推動協会などがあり、性産業従事者を支援している。